# Susanne Schelin

Wera Susanne Schelin, född 16 augusti 1953 i Torshälla,  är en svensk skådespelare.

## Biografi
Schelin utexaminerades från Scenskolan i Malmö 1978, där hon gått i samma klass som Rolf Lassgård med flera. Schelin var verksam vid Malmö stadsteater mellan 1978 och 1993, och medverkade där i pjäser som William Shakespeares Romeo och Julia och Som ni behagar, Henrik Ibsens Peer Gynt och August Strindbergs Oväder
Susanne Schelin är även verksam som hästuppfödare och arbetar vid Sveriges ridgymnasium i Flyinge

## Filmografi
- 1979 – Mor gifter sig (TV-serie)
- 1983 – Den tredje lyckan (TV-serie)
- 1983 – Raskenstam
- 1988 – Kuriren (TV-serie)
- 1991 – Rosenstam (TV-serie)
- 1999 – Pierre Robert, älskling
- 2001 – Fru Fortuna
- 2002 – Den 5:e kvinnan (TV-serie)
- 2013 – Wallander – Saknaden

## Teater

### Roller (ej komplett)
| År   | Roll    | Produktion                                                                                    | Regi            | Teater            |
| ---- | ------- | --------------------------------------------------------------------------------------------- | --------------- | ----------------- |
| 1978 |         | Romeo och Julia William Shakespeare                                                           | Lennart Olsson  | Malmö stadsteater |
| 1979 |         | Romeo och Julia William Shakespeare                                                           | Lennart Olsson  | Malmö stadsteater |
| 1979 |         | Sagan om den övergivna dockan Alfonso Sastre                                                  | Ronnie Hallgren | Malmö stadsteater |
| 1979 |         | Slödder - En skräpig revy Torbjörn Astner, Börje Lindström, Niklas Rådström och Staffan Göthe | Torbjörn Astner | Malmö stadsteater |
| 1980 | Gertrud | Snarkjakten Lewis Carroll                                                                     | Ronnie Hallgren | Malmö stadsteater |
| 1980 |         | Som ni behagar William Shakespeare                                                            | Torsten Sjöholm | Malmö stadsteater |
| 1983 |         | Oväder August Strindberg                                                                      | Josef Halfen    | Malmö stadsteater |
| 1984 |         | Peer Gynt Henrik Ibsen                                                                        | Edith Roger     | Malmö Stadsteater |
| 1985 |         | Top Girls Caryl Churchill                                                                     |                 | Malmö Stadsteater |
| 1988 |         | Skandal i familjen Alan Ayckbourn                                                             | Lennart Olsson  | Malmö stadsteater |
| 1991 |         | Mars eller Kärlekens spioner Barbro Smeds                                                     | Katariina Lahti | Malmö Stadsteater |